# Melanargia gattinara
Melanargia gattinara är en fjärilsart som beskrevs av Hans Fruhstorfer 1910. Melanargia gattinara ingår i släktet Melanargia och familjen praktfjärilar. Inga underarter finns listade i Catalogue of Life.